# Duvudubà
Duvudubà è una raccolta del cantante italiano Lucio Dalla, pubblicata postuma il 26 ottobre 2018.

## Descrizione
La raccolta contiene alcune canzoni del repertorio del cantautore bolognese rimasterizzate a 192 kHz / 24 bit direttamente dai nastri master analogici originali di studio. Particolarità per la sola versione in CD della raccolta, la presenza di rarità e dell'inedito Starter.
Starter è un pezzo firmato dallo stesso Lucio Dalla in collaborazione con Tullio Ferro e Marco Alemanno. Il cantautore stava lavorando alla canzone nel periodo del tour Work in Progress con Francesco De Gregori. Quando il brano è stato ritrovato tra il materiale di Dalla rimasto inedito, Tullio Ferro ha terminato il post-editing aggiungendo solo qualche componente musicale alla voce del cantautore tra cui l'assolo di sax.
Il singolo è accompagnato da un videoclip diretto da Ambrogio Lo Giudice, già autore di altri videoclip di Dalla, nel quale vengono mostrate le reazioni della gente comune durante il primo ascolto della canzone.
L'album esce in formato CD (4 supporti) e vinile (3 supporti) con i brani rimasterizzati a 24bit/192 kHz. La versione in CD conta 70 tracce tra cui inediti o rarità come Sicilia, Il mago pi-po-po', Campione di swing, Ciao (French version), Starter, Amamus deus, Unknown Love escluse invece dalla versione vinile. La versione in vinile conta 28 tracce su 3 dischi.

## Tracce

### CD
Disco 1
1. 4/3/1943
2. Come è profondo il mare
3. Quale allegria
4. Milano
5. Disperato erotic stomp
6. L'ultima luna
7. Il cucciolo Alfredo
8. Meri Luis
9. Stella di mare
10. Corso Buenos Aires
11. La Signora
12. Il parco della luna
13. Siamo Dei
14. Notte
15. Tango
16. Lunedì cinema
17. Sicilia
18. Il mago pi-po-po'

Disco 2
1. Anna e Marco
2. L'anno che verrà
3. Balla balla ballerino
4. Cosa sarà (con Francesco De Gregori)
5. Telefonami tra vent'anni
6. Anidride solforosa
7. Anna Bellanna
8. Il gigante e la bambina
9. Fumetto
10. La casa in riva al mare
11. La Canzone Di Orlando
12. Ulisse Coperto Di Sale
13. Tu Parlavi Una Lingua Meravigliosa
14. Treno a vela
15. E non andar più via
16. Mambo
17. Due dita sotto il cielo
18. Campione di swing
19. Ciao (French version)

Disco 3
1. Caruso
2. Canzone
3. Cara
4. Futura
5. La strada e la stella
6. Dark Bologna
7. Vita (con Gianni Morandi)
8. Domani
9. Washington
10. Tu come eri
11. Pezzo zero
12. Ciao
13. Puoi sentirmi? (Radio version)
14. Questo amore
15. Chissà se lo sai
16. Starter

Disco 4
1. Piazza Grande
2. La sera dei miracoli
3. Attenti al lupo
4. Apriti cuore
5. Tu non mi basti mai
6. Ayrton
7. Anche se il tempo passa (amore)
8. Per te
9. Nuvolari
10. 1983
11. Tutta la vita
12. Se io fossi un angelo
13. Felicità
14. Henna
15. Le rondini
16. Amamus deus
17. Unknown Love

### La versione in vinile
Disco 1
1. Come è profondo il mare
2. Quale allegria
3. Anna e Marco
4. Tango
5. Cosa sarà
6. 4/3/1943
7. Disperato erotico stomp
8. Nuvolari
9. Milano
10. Notte

Disco 2
1. Balla balla ballerino
2. La sera dei miracoli
3. Mambo
4. Futura
5. L'anno che verrà
6. L'ultima luna
7. Stella di mare
8. Cara

Disco 3
1. Caruso
2. Attenti al lupo
3. Se io fossi un angelo
4. Washington
5. Lunedì cinema
6. Piazza Grande
7. Canzone
8. Tu non mi basti mai
9. Henna
10. Le rondini